# Bansin
Bansin (pol. Bądzin, Bądzino, Bądzyń Morski) – najbardziej na zachód wysunięta część miejscowości wypoczynkowej Heringsdorf w niemieckiej Meklemburgii-Pomorzu Przednim, na północnym brzegu wyspy Uznam, ok. 7,5 km na północny zachód od Świnoujścia. Działalność uzdrowiskowa została zapoczątkowana tu w 1897.